# Martin Dúbravka
Martin Dúbravka (Žilina, 15 de janeiro de 1989) é um futebolista eslovaco que atua como goleiro. Atualmente joga pelo Burnley.

## Carreira
Antes do futebol, Dúbravka praticou também hóquei no gelo, porém uma lesão na perna o fez abandonar o esporte aos 5 anos de idade.
Sua estreia como jogador de futebol foi no MSK Žilina, clube de sua cidade natal, na vitória por 5–2 sobre o MFK Dubnica, em 2009. Pelos Žlto-Zelení, o goleiro disputou 98 jogos e foi bicampeão nacional, além de ter vencido a Supercopa da Eslováquia em 2010. Entre 2014 e 2016, atuou em 66 partidas pelo Esbjerg (Dinamarca), e também defendeu Slovan Liberec e Sparta Praga, ambos da República Checa.
Em 2018, Dúbravka foi emprestado ao Newcastle, jogando 12 partidas antes de ser contratado em definitivo 4 meses depois. Suas atuações fizeram com que fosse eleito o melhor jogador do ano pela North East Football Writers' Association, sendo o primeiro goleiro a receber a honraria. O jornal espanhol Marca também reconheceu o desempenho do eslovaco, que ficou na vigésima posição entre os melhores jogadores da Premier League.
No dia 1 de junho do mesmo ano, o jogador foi contratado em definitivo com o Newcastle. O jogador ficou no clube até a temporada 2022-23, quando foi emprestado ao Manchester United.
Pelo time de Manchester, o jogador jogou apenas 2 jogos. Ambos pela Copa da Liga Inglesa de 2022–23, mas teve seu empréstimo, que era de uma temporada, encerrado quando o time de Tyne and Wear o chamou de volta.[carece de fontes?]
A devolução do empréstimo gerou uma situação dúbia para o goleiro. A final da Carabao Cup daquela temporada foi entre Manchester United e Newcastle, e, para conseguir a medalha de campeão, o eslovaco precisava ver o seu ex-clube vencer o atual. Isto é, precisava que o Newcastle fosse derrotado, já que ele não pôde atuar nas partidas dos The Magpies porque já tinha feito atuações na mesma competição pelos Red Devils. No fim, ele foi considerado campeão, pois o United venceu a final por 2-0.

## Seleção Eslovaca
Com passagem pelas equipes de base da Eslováquia, o goleiro estreou no time principal em maio de 2014, na vitória por 2–0 sobre Montenegro. O primeiro jogo completo pela seleção foi em janeiro de 2017, num amistoso não-oficial contra a Suécia, realizado em Abu Dhabi.
Dúbravka foi também um dos pivôs da saída de Ján Kozák do comando técnico da Eslováquia, após ter sido pego, juntamente de outros 6 atletas (Michal Šulla, Norbert Gyömbér, Ľubomír Šatka, Milan Škriniar, Vladimír Weiss e Stanislav Lobotka), violando a política de bem-estar da equipe.

## Títulos
MSK Žilina
- Campeonato Eslovaco: 2009–10 e 2011–12
- Supercopa da Eslováquia: 2010

Manchester United
- Copa da Liga Inglesa: 2022–23

Newcastle
- Copa da Liga Inglesa: 2024-25

Seleção Eslovaca
- King's Cup: 2018[11][12]

### Prêmios Individuais
- Jogador do ano da North East Football Writers' Association: 2018[13]